# Termosvařitelné laky
Termosvařitelné laky jsou termoplastické laky, jejichž schopností je při definovaných teplotách tát. Toho lze využít k jejich svařování buď navzájem, nebo k jiným materiálům.
Příkladem takové aplikace jsou např. hliníkové fólie opatřené tenkou vrstvou laku (do 8 μm). Z takovýchto fólií se vyrábějí např. obaly pro balení tavených sýrů, kde jsou termosvařitelné laky svařeny proti sobě, nebo třeba víčka k uzavírání plastových kelímků s jogurty. Zde termosvařitelný lak svařuje s různými typy kelímků, používaných pro balení potravin, jako je PP, PS, PVC, PE a PET.